# Paradipus ctenodactylus
Paradipus ctenodactylus, тушканчик гребнепалий (Vinogradov, 1929) — єдиний вид гризунів роду Paradipus з родини стрибакові (Dipodidae).

## Систематика
Вперше вид був описаний Борисом Виноградовим в 1929 році біля селища Репетек на сході Туркменістану.

## Поширення
Стрибаки поширені в піщаних пустелях Туркменістану, Узбекистану та східного Приаралля Казахстану (Kuznetsov 1965, Sludskii 1977, and Shenbrot et al. 1995).
У фауні України рід Paradipus відсутній, присутній лише близький до нього рід кандибка (Stylodypus).